# Priacma serrata
Priacma serrata är en skalbaggsart som först beskrevs av Leconte 1861.  Priacma serrata ingår i släktet Priacma och familjen Cupedidae. Inga underarter finns listade i Catalogue of Life.

## Bildgalleri

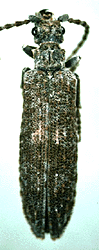